# 周倩
周倩（1989年3月11日—），湖南汨罗人，中国女子摔跤运动员。

## 战绩
2018年雅加达亚运会上，周倩夺得女子自由式摔跤76公斤级冠军。2021年8月，她代表中国参加2020年夏季奥林匹克运动会摔跤比赛，获得女子自由式76公斤级铜牌。